# Augusto Manuel Farinha Beirão
Augusto Manuel Farinha Beirão (Pinhel, 22 de julho de 1869 — Lisboa, 15 de outubro de 1942) foi um oficial do Exército Português, que atingiu o posto de general, que desempenhou um importante papel na consolidação do regime do Estado Novo como comandante-geral da Guarda Nacional Republicana. Foi presidente da Cruzada Nun'Álvares, um movimento de extrema-direita.

## Biografia
Era filho do advogado de Pinhel António Manuel Farinha Beirão. Serviu no regimento de infantaria de Pinhel e, após concluir o curso de infantaria na Escola do Exército, foi promovido a alferes em 1895. Entre 1906 e 1908, participou nas campanhas de pacificação da Huíla, em Angola, nomeadamente na Campanha do Cuamato, sob o comando do General Roçadas, e no Combate de Mufilo, pelo qual foi agraciado com o grau de Oficial da Ordem Militar da Torre e Espada (1908).
Em 1916, já como major, integra o Corpo Expedicionário Português (CEP) em França, no âmbito da I Guerra Mundial, como comandante da 2.ª Brigada de Infantaria, vindo a ter como comandante do CEP o General Garcia Rosado, na tomada de Lille. Foi condecorado com a Legião de Honra francesa e a Medalha Militar da Cruz de Guerra de 1.ª Classe.
Entre 1921 e 1926, esteve novamente em Angola, como comandante do Depósito de Degredados de Luanda.
Regressado a Portugal, apoiou o Golpe de Estado de 28 de Maio de 1926, que derrubou a Primeira República, e, enquanto comandante da Escola Prática de Infantaria (1926-27), teve um papel determinante na repressão da Revolta de Fevereiro de 1927, uma rebelião militar com epicentro na cidade do Porto de 3 a 9 de Fevereiro de 1927, que foi a primeira tentativa reviralhista contra a Ditadura Nacional surgida do Golpe de 28 de Maio de 1926.
No posto de coronel, foi nomeado a 31 de março de 1928 para o cargo de comandante-geral interino da Guarda Nacional Republicana, assumindo depois as funções efetivas de comandante-geral em 16 de agosto de 1928. Distinguiu-se na defesa do regime do Estado Novo durante a Revolta de 26 de Agosto de 1931. A 4 de novembro de 1930, foi promovido a general com distinção, tendo recebido a espada de honra a 31 de dezembro de 1930. Em 1936, passou à reserva, mas continuou no cargo de comandante-geral da GNR até 1939, ano em que atingiu o limite de idade.
Entre 1936 e 1938, presidiu à direcção da Cruzada Nacional D. Nuno Álvares Pereira, a Cruzada Nun'Álvares, um movimento político de extrema-direita fundado no fim da Primeira Guerra Mundial como resposta à crónica instabiidade política e social da Primeira República Portuguesa.
Morreu em Lisboa a 15 de outubro de 1942 e encontra-se sepultado na cripta dos Combatentes da Grande Guerra, no Cemitério do Alto de São João, em Lisboa.
Em 1969, foi realizada uma sessão de homenagem, missa e romagem à sua sepultura, por ocasião do centenário do seu nascimento.
O general Farinha Beirão é lembrado na toponímia de Pinhel, onde lhe foi também dedicado um monumento em frente à casa onde nasceu, e na cidade de Lisboa, através da Rua General Farinha Beirão, na freguesia de Arroios. Em sua homenagem, foi criado pela GNR o Prémio General Farinha Beirão, para distinguir, em cada ano, o melhor comandante de posto territorial da GNR.

## Condecorações
- Oficial da Ordem Militar da Torre e Espada, do Valor, Lealdade e Mérito de Portugal (9 de abril de 1908)
- Grã-Cruz da Ordem Militar de Cristo de Portugal (4 de novembro de 1931)
- Grã-Cruz da Ordem Militar de Avis de Portugal (19 de novembro de 1931)
- Grande-Oficial da Ordem do Império Colonial de Portugal (3 de agosto de 1932)
- Grande-Oficial da Ordem Militar da Torre e Espada, do Valor, Lealdade e Mérito de Portugal (22 de junho de 1939)